# Patinação de velocidade em pista curta nos Jogos Olímpicos de Inverno de 2018 - 500 m feminino
A prova dos 500 m feminino da patinação de velocidade em pista curta nos Jogos Olímpicos de Inverno de 2018 ocorreu Arena de Gelo Gangneung, localizada na subsede de Gangneung em 13 de fevereiro de 2018.

## Medalhistas
| Ouro   | ITA Arianna Fontana  |
| Prata  | NED Yara van Kerkhof |
| Bronze | CAN Kim Boutin       |

## Recordes
Antes desta competição, os recordes mundiais e olímpicos da prova eram os seguintes:
| Tipo | Atleta         | Tempo      | Local          | Data                    |
| ---- | -------------- | ---------- | -------------- | ----------------------- |
|      | Elise Christie | 42.335 s   | Salt Lake City | 13 de novembro de 2016  |
|      | Wang Meng      | 42.985 min | Vancouver      | 13 de fevereiro de 2010 |

Os seguintes recordes mundiais e/ou olímpicos foram estabelecidos durante esta competição:
| 10 de fevereiro | Eliminatória 4     | GBR Elise Christie | 42.872 s | Recorde olímpico | [ 3 ] [ 4 ] |
| 10 de fevereiro | Eliminatória 8     | KOR Choi Min-jeong | 42.870 s | Recorde olímpico | [ 4 ]       |
| 13 de fevereiro | Quartas de final 2 | GBR Elise Christie | 42.703   | Recorde olímpico |             |
| 13 de fevereiro | Semifinal 1        | KOR Choi Min-jeong | 42.422   | Recorde olímpico |             |

## Resultados

### Eliminatórias
Q — classificada para as quartas de final
ADV — classificada após decisão dos juízes
PEN — pênalti
YC — cartão amarelo
| Pos. | Bateria | Atleta                   | Tempo    | Notas |
| ---- | ------- | ------------------------ | -------- | ----- |
| 1    | 1       | CAN Kim Boutin           | 43.634   | Q     |
| 2    | 1       | POL Natalia Maliszewska  | 43.725   | Q     |
| 3    | 1       | USA Lana Gehring         | 43.825   |       |
| 4    | 1       | ITA Lucia Peretti        | 43.994   |       |
| 1    | 2       | ITA Arianna Fontana      | 43.214   | Q     |
| 2    | 2       | HUN Andrea Keszler       | 43.274   | Q     |
| 3    | 2       | GBR Kathryn Thomson      | 1:08.896 |       |
| 4    | 2       | NED Suzanne Schulting    | DNF      |       |
| 1    | 3       | OAR Sofia Prosvirnova    | 43.376   | Q     |
| 2    | 3       | NED Yara van Kerkhof     | 43.430   | Q     |
| 3    | 3       | GER Bianca Walter        | 43.541   |       |
| 4    | 3       | JPN Sumire Kikuchi       | 44.838   |       |
| 1    | 4       | GBR Elise Christie       | 42.872   | Q,    |
| 2    | 4       | CHN Qu Chunyu            | 42.971   | Q     |
| 3    | 4       | KOR Shim Suk-hee         | 43.048   |       |
| 4    | 4       | FRA Veronique Pierron    | 43.148   |       |
| 1    | 5       | CHN Fan Kexin            | 43.350   | Q     |
| 2    | 5       | USA Maame Biney          | 43.665   | Q     |
| 3    | 5       | KOR Kim A-lang           | 43.724   |       |
| 4    | 5       | KAZ Anastassiya Krestova | 43.821   |       |
| 1    | 6       | ITA Martina Valcepina    | 43.698   | Q     |
| 2    | 6       | CHN Han Yutong           | 43.719   | Q     |
| 3    | 6       | FRA Tifany Huot-Marchand | 44.659   |       |
| 5    | 6       | CAN Jamie Macdonald      | 99.99 !  | PEN   |
| 1    | 7       | CAN Marianne St-Gelais   | 43.437   | Q     |
| 2    | 7       | GER Anna Seidel          | 43.742   | Q     |
| 3    | 7       | NED Lara van Ruijven     | 43.771   |       |
| 4    | 7       | POL Magdalena Warakomska | 44.311   |       |
| 1    | 8       | KOR Choi Min-jeong       | 42.870   | Q,    |
| 2    | 8       | HUN Petra Jászapáti      | 55.670   | Q     |
| 3    | 8       | OAR Emina Malagich       | 56.830   |       |
| 5    | 8       | GBR Charlotte Gilmartin  | 99.99 !  | PEN   |

### Quartas de final
Q – classificada para as semifinais
ADV – classificada após decisão dos juízes
PEN – pênalti
YC – cartão amarelo
| Pos. | Bateria | Atleta                  | Tempo   | Notas |
| ---- | ------- | ----------------------- | ------- | ----- |
| 1    | 1       | ITA Arianna Fontana     | 43.128  | Q     |
| 2    | 1       | NED Yara van Kerkhof    | 43.197  | Q     |
| 3    | 1       | POL Natalia Maliszewska | 43.384  |       |
| 5    | 1       | CAN Marianne St-Gelais  | 99.99 ! | PEN   |
| 1    | 2       | GBR Elise Christie      | 42.703  | Q,    |
| 2    | 2       | CAN Kim Boutin          | 42.789  | Q     |
| 3    | 2       | HUN Andrea Keszler      | 43.053  |       |
| 4    | 2       | GER Anna Seidel         | 44.325  |       |
| 1    | 3       | OAR Sofia Prosvirnova   | 43.466  | Q     |
| 2    | 3       | CHN Fan Kexin           | 43.485  | Q     |
| 3    | 3       | CHN Han Yutong          | 43.627  |       |
| 4    | 3       | USA Maame Biney         | 44.772  |       |
| 1    | 4       | CHN Qu Chunyu           | 42.954  | Q     |
| 2    | 4       | KOR Choi Min-jeong      | 42.996  | Q     |
| 3    | 4       | ITA Martina Valcepina   | 43.023  |       |
| 4    | 4       | HUN Petra Jászapáti     | 43.043  |       |

### Semifinais
QA – classificada para a Final A
QB – classificada para a Final B
ADV – classificada após decisão dos juízes
PEN – pênalti
YC – cartão amarelo
| Pos. | Bateria | Atleta                | Tempo  | Notas |
| ---- | ------- | --------------------- | ------ | ----- |
| 1    | 1       | KOR Choi Min-jeong    | 42.422 | QA,   |
| 2    | 1       | ITA Arianna Fontana   | 42.635 | QA    |
| 3    | 1       | OAR Sofia Prosvirnova | 43.219 | QB    |
| 5    | 1       | CHN Fan Kexin         |        | PEN   |
| 1    | 2       | NED Yara van Kerkhof  | 43.182 | QA    |
| 2    | 2       | GBR Elise Christie    | 43.184 | QA    |
| 3    | 2       | CAN Kim Boutin        | 43.234 | ADV   |
| 5    | 2       | CHN Qu Chunyu         |        | PEN   |

### Final
A Final B não foi realizada, uma vez que Sofia Prosvirnova foi a única atleta classificada.
| Pos. | Atleta               | Tempo    | Notas |
| ---- | -------------------- | -------- | ----- |
| 1    | ITA Arianna Fontana  | 42.569   |       |
| 2    | NED Yara van Kerkhof | 43.256   |       |
| 3    | CAN Kim Boutin       | 43.881   |       |
| 4    | GBR Elise Christie   | 1:23.063 |       |
| 5    | KOR Choi Min-jeong   |          | PEN   |

Legenda
| Recorde mundial      | Recorde mundial (World record)               |                       | Recorde africano                      | Recorde africano (African) |                                           | Q | Classificado por posição (Qualified) |
| Recorde olímpico     | Recorde olímpico (Olympic record)            | Recorde da América    | Recorde da América (Americas)         | q                          | Classificado por melhor tempo (Qualified) |   |                                      |
| Melhor marca do ano  | Melhor marca do ano (World leading)          | Recorde asiático      | Recorde asiático (Asian)              | DNS                        | Não largou (Did not start)                |   |                                      |
| Recorde nacional     | Recorde nacional (National record)           | Recorde europeu       | Recorde europeu (European)            | DNF                        | Não terminou (Did not finish)             |   |                                      |
| Recorde pessoal      | Recorde pessoal do atleta (Personal best)    | Recorde da Oceania    | Recorde da Oceania (Oceania)          | DSQ / DQ                   | Desclassificado (Disqualified)            |   |                                      |
| Recorde da temporada | Recorde da temporada do atleta (Season best) | Recorde sul-americano | Recorde sul-americano (South America) | NM                         | Sem marca (No mark)                       |   |                                      |